# Oficina del Cens dels Estats Units
L'Oficina del Cens dels Estats Units (en anglès, United States Census Bureau) és una part del Departament de Comerç dels Estats Units. És l'organisme governamental que s'encarrega del Cens als Estats Units. El seu objectiu és donar una font de dades de qualitat sobre la població dels EUA i la seva economia. El seu director entrant n'és Robert M. Groves, nomenat l'abril del 2009 per l'aleshores president, Barack Obama.
Aquestes oficines es troben al Ministeri de Comerç, on s'elaboren els estudis estadístics, i és un departament governamental dels EUA. És l'equivalent a l'Institut d'Estadística de Catalunya.